# Spray congelante

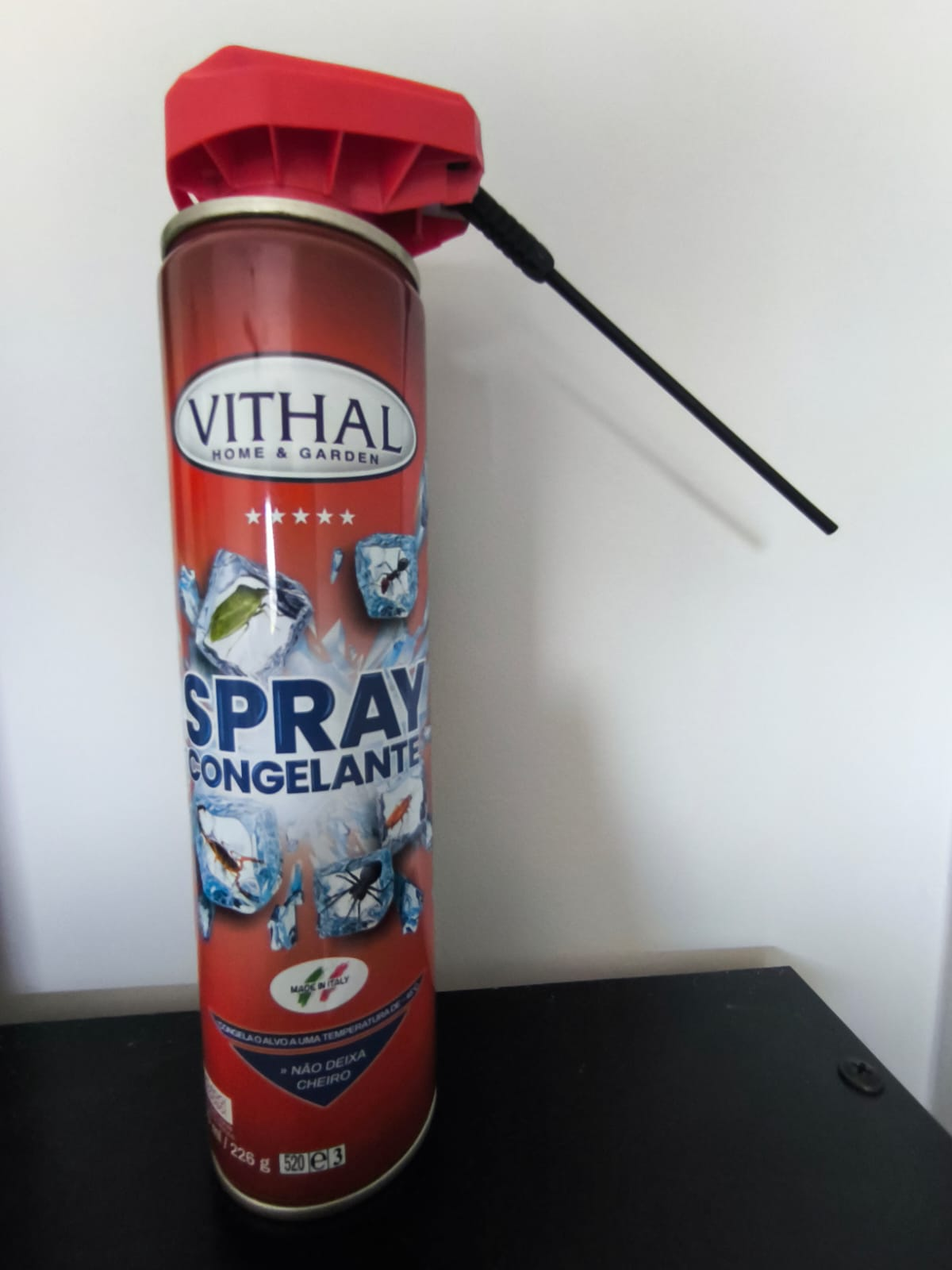
Lata de spray congelante para utilização em jardinagem

 O spray congelante é um produto aerossol que utiliza compostos refrigerantes para resfriar rapidamente superfícies ou objetos a temperaturas extremamente baixas, geralmente atingindo valores entre -45 °C e -50 °C, em poucos segundos. Esses compostos podem incluir hidrofluorcarbonetos (HFCs) ou, em algumas formulações, hidrocarbonetos como butano e propano. É amplamente utilizado em eletrônica, medicina, indústria e até jardinagem, sendo valorizado por sua rapidez e precisão.

## Composição
O spray congelante é formulado principalmente com gases refrigerantes pressurizados que, ao serem liberados, geram um efeito de resfriamento imediato. A composição varia conforme o fabricante e a finalidade do produto:
- Hidrofluorcarbonos (HFCs): Os mais comuns, como tetrafluoreto de etileno (HFC-134a) e difluoreto de metileno, são amplamente utilizados por serem não inflamáveis, não tóxicos e compatíveis com normas ambientais, como o Protocolo de Montreal, que baniu os clorofluorcarbonetos (CFCs).[4] Esses compostos são seguros para eletrônicos e superfícies sensíveis.[5]
- Butano e propano: Algumas formulações mais econômicas utilizam misturas de butano e propano, hidrocarbonetos altamente eficazes como refrigerantes devido à sua rápida expansão gasosa.[5] No entanto, esses gases são inflamáveis, exigindo cuidados adicionais, como evitar uso próximo a fontes de ignição (chamas, faíscas ou superfícies quentes). A presença de butano e propano pode ser indicada no rótulo do produto, e seu uso é mais comum em aplicações industriais ou domésticas menos sensíveis.[6]

A escolha do composto depende do custo, da aplicação pretendida e das normas de segurança locais. Todos os sprays são acondicionados em latas de aerossol, e a ampla maioria deles conta com um bico extensor para possibilitar sua aplicação direcionada apenas para o ponto desejado.

## Funcionamento
O efeito congelante do spray baseia-se no princípio físico da expansão adiabática de gases e na transferência de calor. Quando o gás pressurizado é liberado do recipiente através da válvula, ele passa de um estado de alta pressão para a pressão atmosférica, expandindo-se rapidamente. Esse processo reduz drasticamente a temperatura do gás, conforme descrito pela Lei dos Gases Ideais (PV = nRT), onde a queda de pressão (P) sem troca de calor com o ambiente (adiabática) resulta em uma diminuição proporcional da temperatura (T).
Ao atingir a superfície-alvo, o gás frio retira o calor do objeto por meio da condução térmica. O calor é transferido do material, que está a uma temperatura mais alta, para o gás, resfriando a superfície quase instantaneamente até o ponto de congelamento do produto, o qual varia conforme sua composição, podendo chegar a temperaturas inferiores a -50 °C.
Após a aplicação, o gás evapora rapidamente, deixando pouco ou nenhum resíduo, dependendo da formulação. Em formulações com butano e propano, a evaporação pode ser ainda mais rápida devido à alta volatilidade desses hidrocarbonetos, mas há aumento do risco de inflamabilidade se houver acúmulo desses cases em ambientes fechados.

## Usos
O spray congelante possui diversas aplicações práticas:

### Eletrônica
Usado para localizar falhas em circuitos eletrônicos, resfriando componentes para identificar mau funcionamento térmico.

### Manutenção industrial e automotiva
Facilita a remoção de peças presas ou adesivos por contração térmica.

### Medicina
Aplicado em crioterapia para remover verrugas ou lesões cutâneas.

### Jardinagem
Usado para paralizar e matar insetos em plantas sensíveis ao uso de pesticidas.

### Outros usos
- Remoção de gomas de mascar ao congelá-las para fácilitar sua retirada.[1]
- Como substituto do gelo em fisioterapia esportiva.[5]
- Como anestésico tópico em caso de dores musculares.[5]

## Segurança e precauções
Sprays à base de HFCs são não inflamáveis e são considerados seguros para utilização em equipamentos eletrônicos. Contudo, os produtos baseados em butano e propano são inflamáveis, exigindo ventilação adequada e aplicação cuidadosa, evitando a proximidade com possíveis fontes de ignição.
O contato prolongado do spray com a pele deve ser evitado para prevenir queimaduras por frio.